# Root mean square error
Root mean square error (RMS) är ett mått på spridningen av avvikelserna, till exempel när en jämförelse görs mot ett givet värde, eller som ett mått på medelvärdet av standardavvikelserna eller standardfelen.
{\displaystyle p_{RMS}={\pm {\sqrt {\frac {\sum v_{i}^{2}}{n}}}}}
där {\displaystyle v_{i}} är avvikelsen.